# لارس-إيفار اريكسون
لارس-إيفار اريكسون هو قسيس وسياسي سويدي، ولد في 1948. نشط حزبياً في حزب الوسط السويدي. وقد انتخب عضو لجنة الصحة والرعاية ‏ (10 أكتوبر 2006 – 31 يناير 2009) وفي الانتخابات العامة السويدية 2006 ‏، انتخب عضو البرلمان السويدي ‏ عن دائرة Skåne Northern and Eastern (constituency) ‏ وقد انضم خلال فترته النيابية (2 أكتوبر 2006 – 31 يناير 2009) للكتلة البرلمانية حزب الوسط السويدي وفي الانتخابات العامة السويدية 2002 ‏، انتخب عضو البرلمان السويدي ‏ عن دائرة Skåne Northern and Eastern (constituency) ‏ وقد انضم خلال فترته النيابية (30 سبتمبر 2002 – 2 أكتوبر 2006) للكتلة البرلمانية حزب الوسط السويدي.